# ロケット祭り (東南アジア)

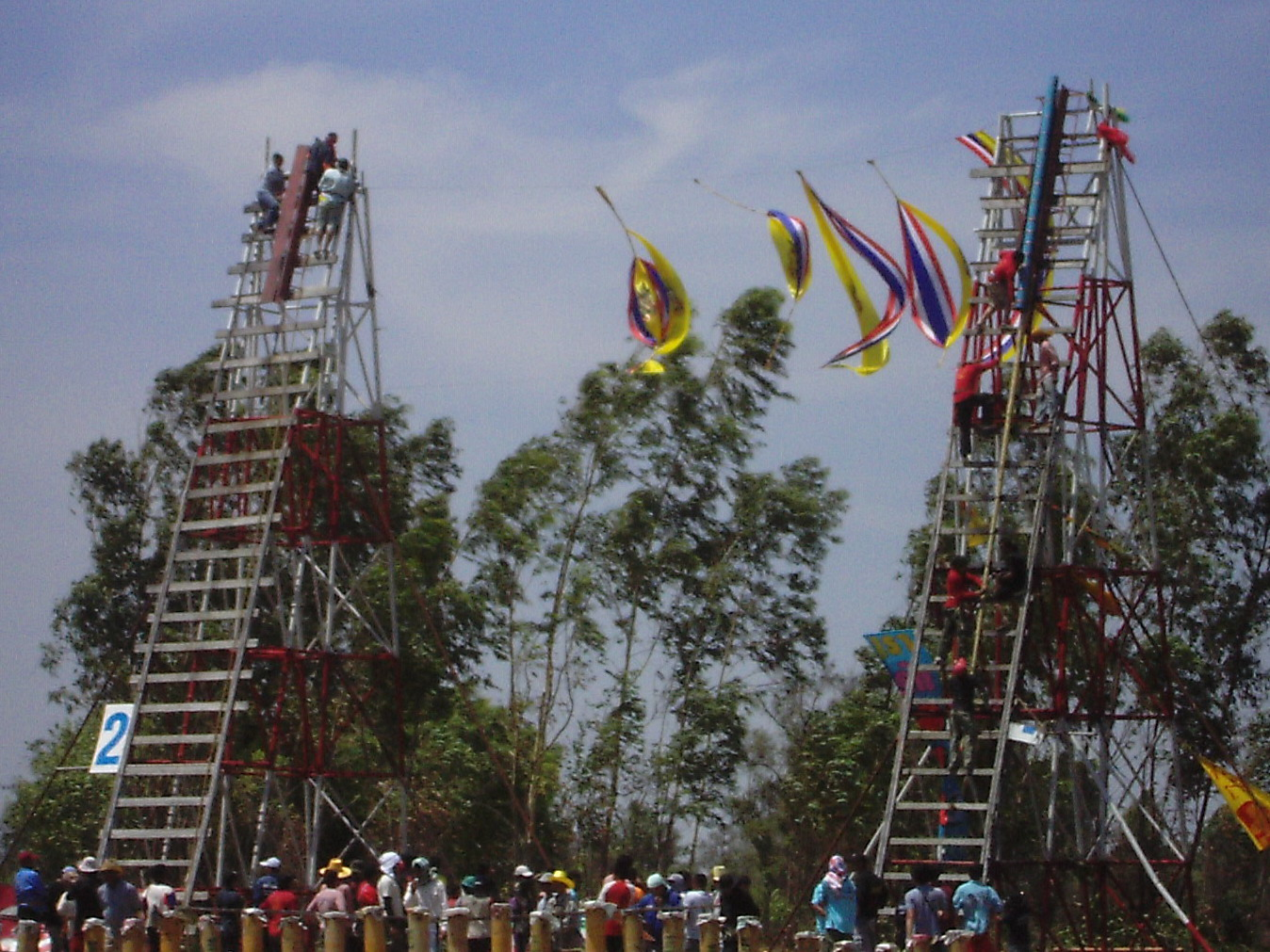
Phaya Thaen Park Lan launch racks, Yasothon, Thailand

ロケット祭り（ロケットまつり）、プラフェニ ブン バン ファイ (タイ語: ประเพณีบุญบั้งไฟ)はタイ北東部とラオスの村で雨季が近づくと開かれている伝統的なロケットを使用した祭りである。近年ではタイの観光協会が興行を支援している。各村で手作りのロケットが打ち上げられる。
日本では埼玉県秩父にある道の駅龍勢会館に展示されている。

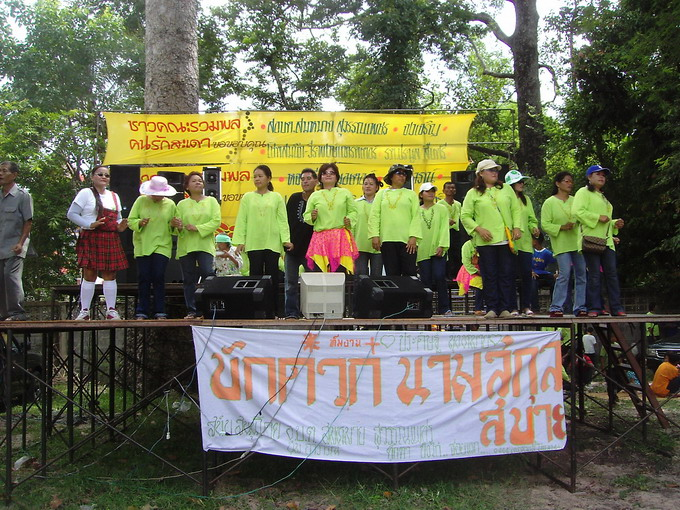
Village Mor Lam Sing

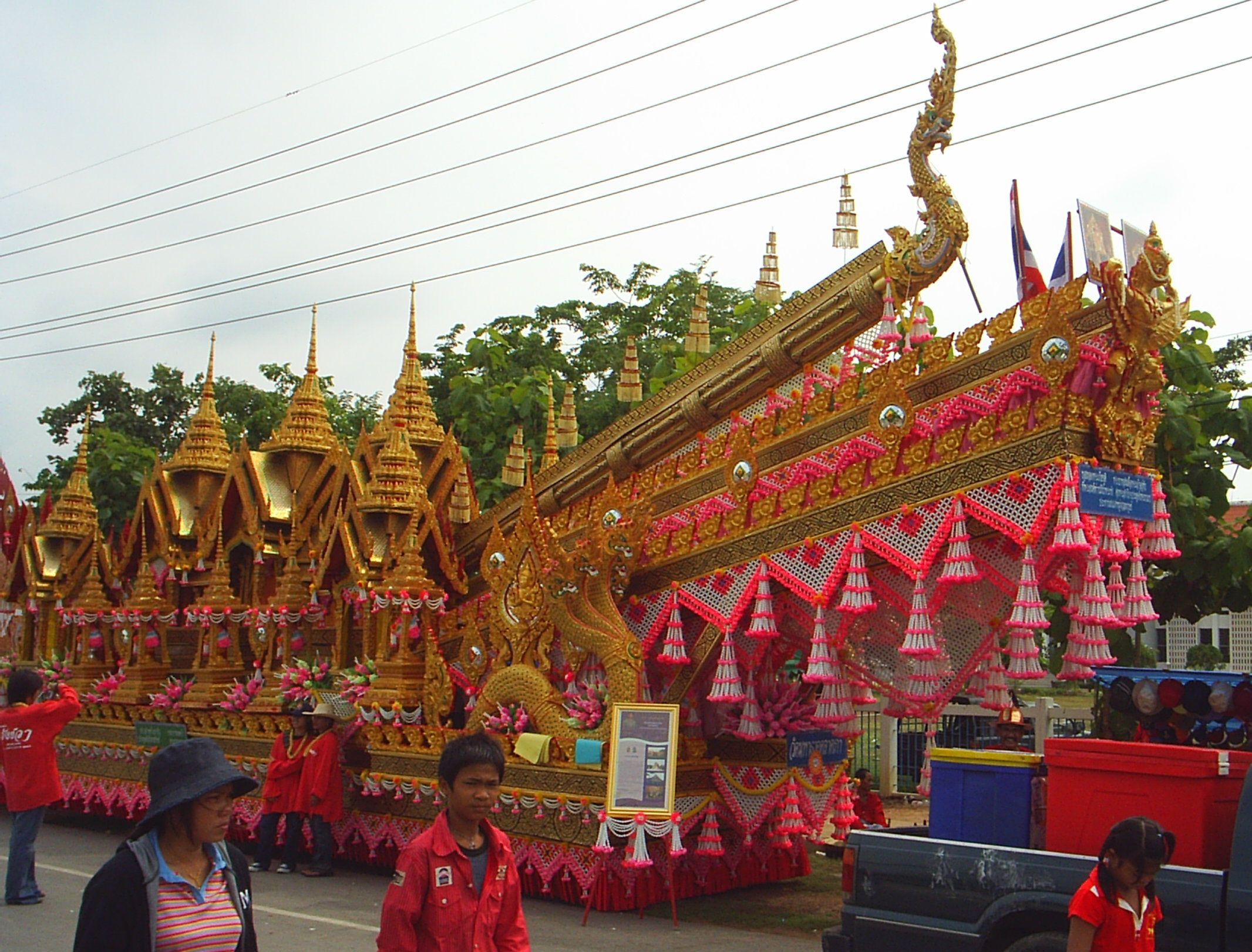
Bang Fai Ko on Yasothon float before parade.

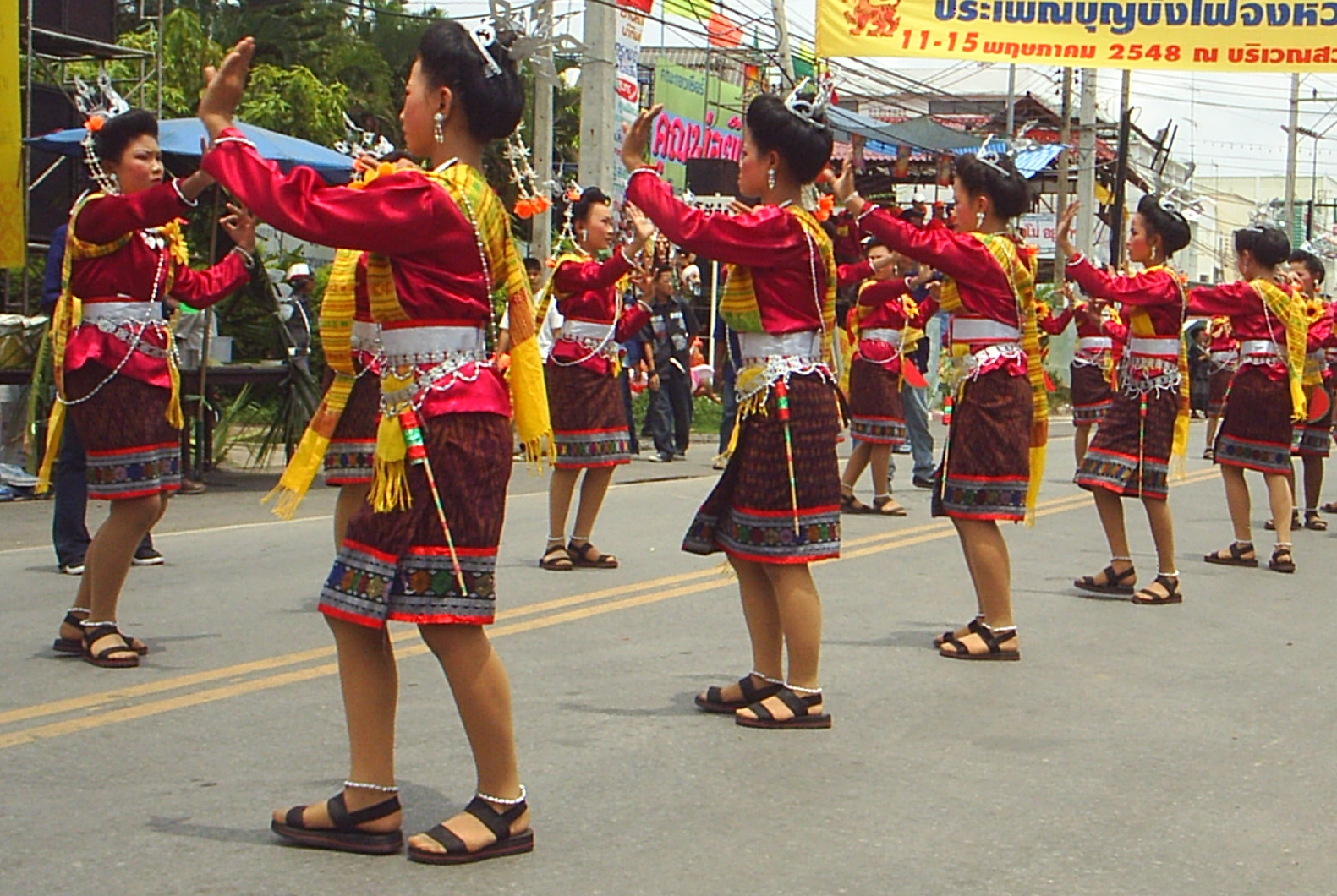
Dancers in Yasothon parade.

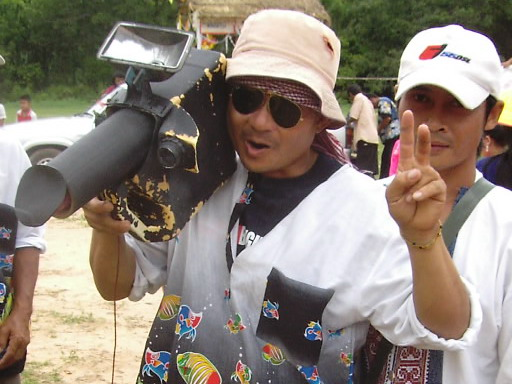
Rocket Festival Cameraman

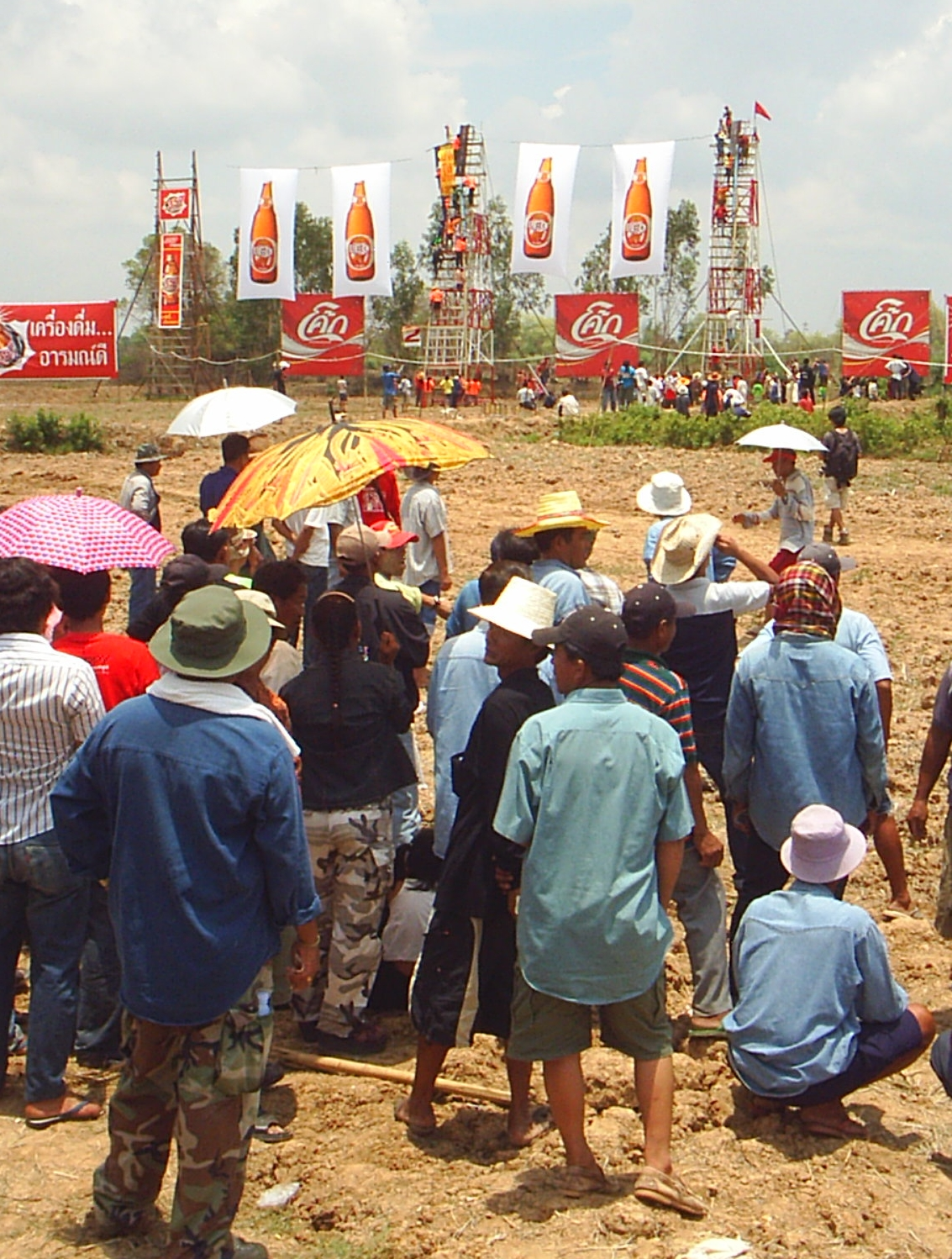
Two rockets being prepared for launch.

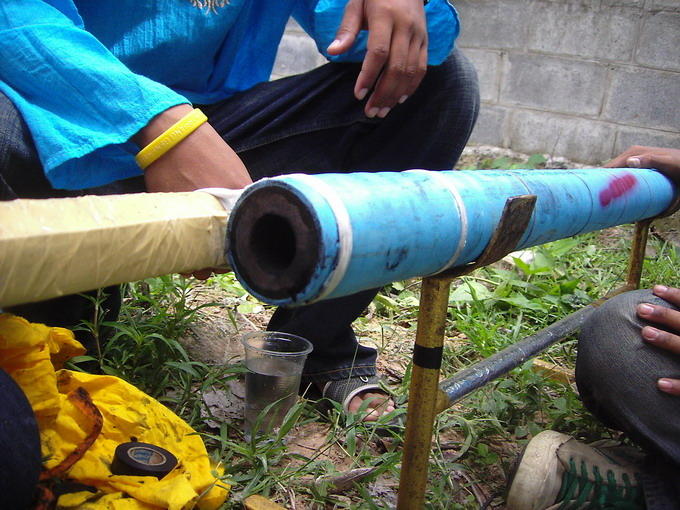
Bangfai Noi showing bong interior

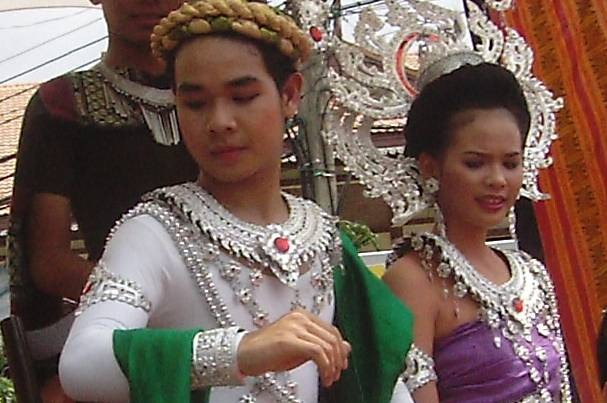
Phadaeng and Nang Ai

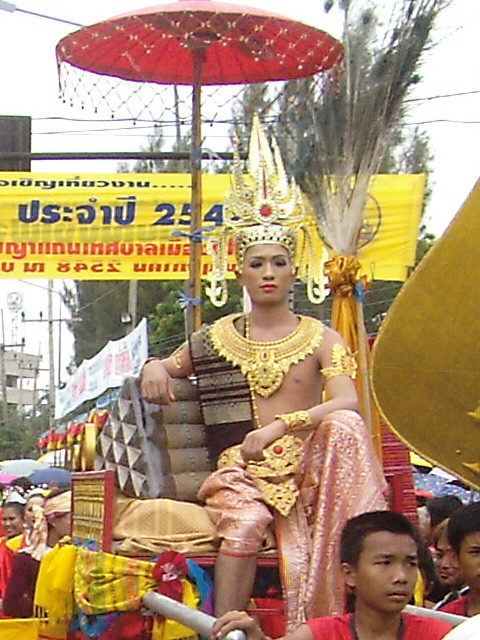
Phangkhi

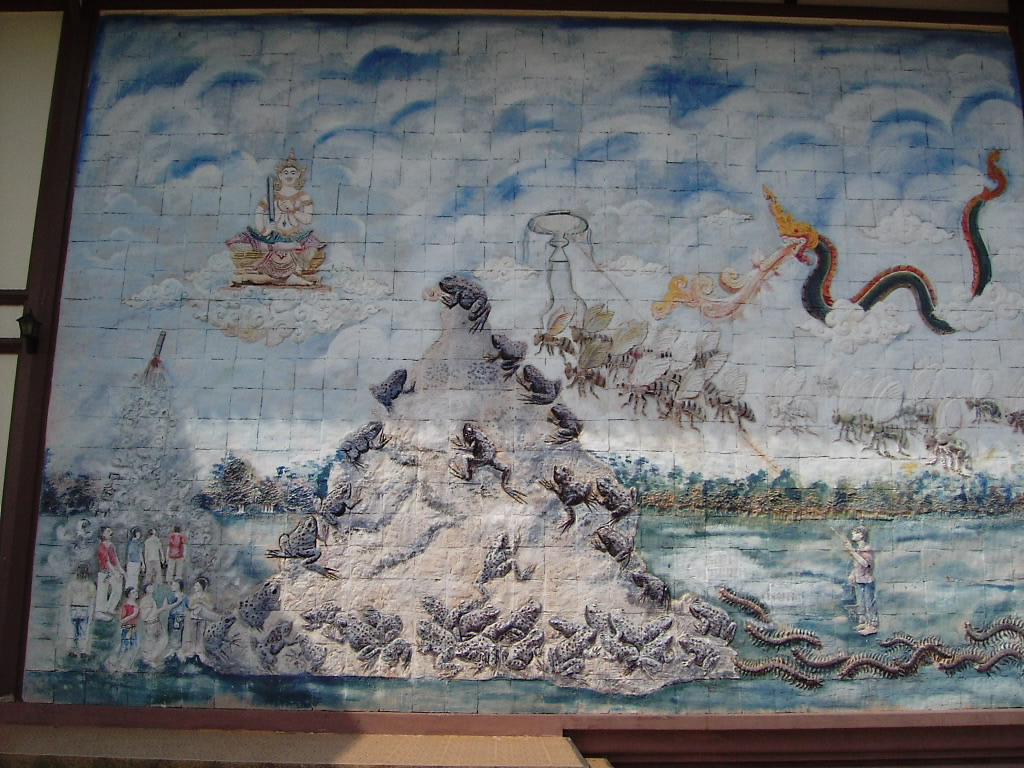
King Toad leading war with Phaya Thaen

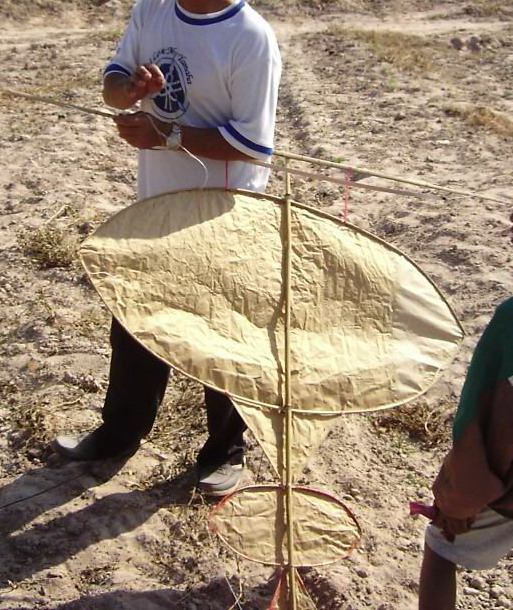
Wow tanoo ready to fly

## 参考文献

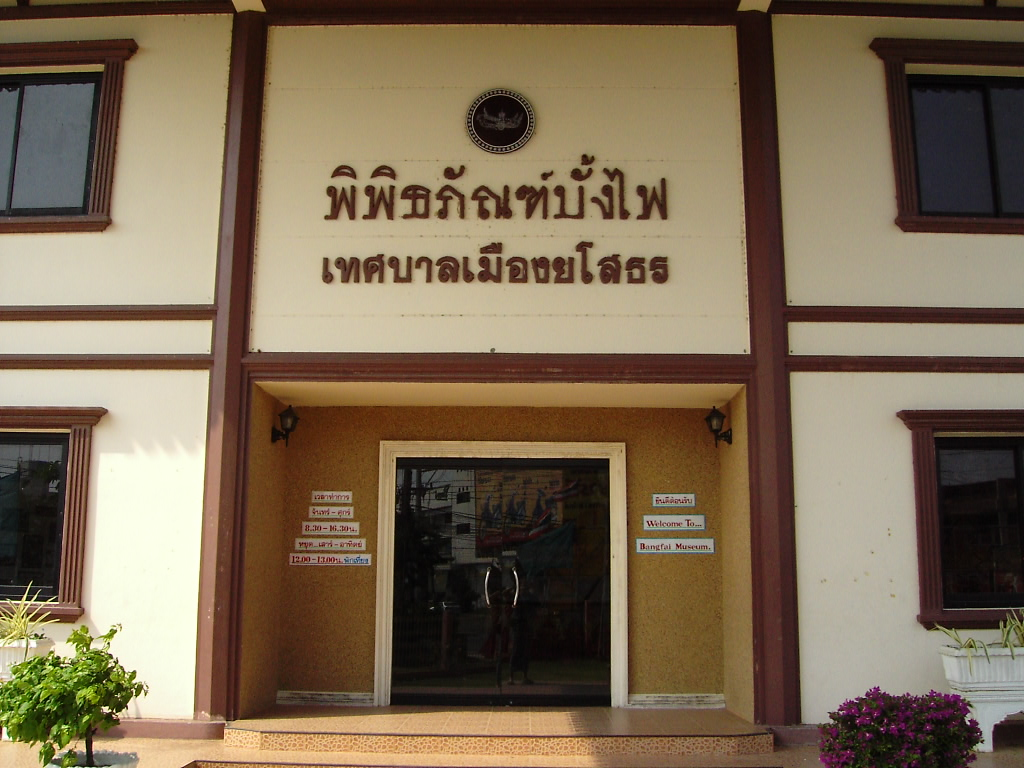
ヤソートーン市ロケット祭り博物館